# Long Beach (Schiff)
Die Long Beach, auch USS Long Beach (Kennung: CGN-160/CLGN-160/CGN-9), war ein Lenkwaffenkreuzer der United States Navy. Sie war das erste nuklear getriebene Überwasserkriegsschiff der Welt, erstes der Gattung Atomkreuzer und der erste nach dem Zweiten Weltkrieg komplett neu konstruierte und gebaute Kreuzer. 
Sie war das Typschiff der Long-Beach-Klasse; es wurde aber kein weiteres Schiff dieses Typs gebaut.

## Einsatzart und Klassifizierung
Die Long Beach war als klassischer Kreuzer geplant, also als Schiff, das ohne Begleitflotte operieren kann. Ursprünglich war sie als Atomwaffenträger (Mittelstreckenraketen vom Typ UGM-27 Polaris) konzipiert. Für ein solches Schiff, das den Auftrag hat, allein und unbemerkt als mobile Startrampe zu dienen, ist die Bewaffnung zur Selbstverteidigung besonders wichtig, weshalb die Long Beach mit starken Luftverteidigungswaffen bestückt wurde. Ursprünglich war auch ab Indienststellung eine Anti-Schiff-Waffe vorgesehen. Mit der Änderung der Bewaffnung änderte sich auch die Bestimmung der Long Beach. So war sie jetzt, da sie keine Angriffswaffen mehr mitführte, als Begleitschiff für Trägerkampfgruppen vorgesehen. Insbesondere sollte sie in Kampfgruppen eingesetzt werden, die nur nuklear getrieben waren, um die Vorteile dieses Antriebs voll ausspielen zu können.
Mit der Anti-Schiff-Lenkwaffe AGM-84 Harpoon und später dem Marschflugkörper BGM-109 Tomahawk erhielt die Long Beach Offensivwaffen und konnte nun auch ohne Flotte operieren.

## Technik

### Bewaffnung

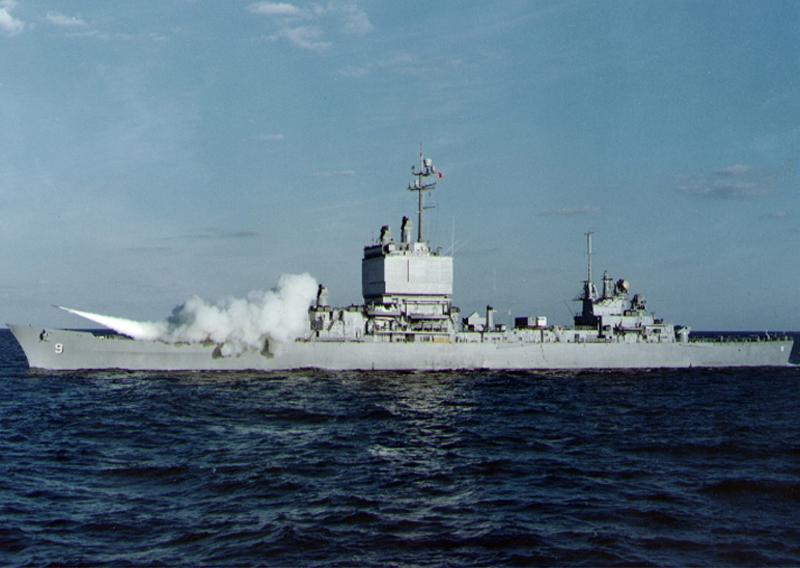
USS Long Beach bei Schießübungen im Oktober 1961

Die Long Beach war ursprünglich als reines Raketen-Schiff geplant und wurde auch als solches in Dienst gestellt. Erst nachdem der damalige US-Präsident John F. Kennedy das Schiff im April 1962 besichtigt hatte, wurden auf seinen Befehl hin mittschiffs zwei 5-Zoll (127 Millimeter)-Geschütze installiert. Dabei wurde die Geschützserie Mark 30 gewählt (eine Version des 5-Zoll-38-Kaliber-Geschützes, das unter anderem auf der Fletcher-Klasse zum Einsatz kam); als Feuerleitsystem diente das Mark 56. Diese damals eigentlich bereits überholten Anlagen mussten verwendet werden, da das weiterentwickelte kombinierte System Mk 42 starke Umbauten am und im Rumpf erfordert hätte. Ab 1983 besaß die Long Beach mittschiffs zusätzlich zwei CIWS-Nahverteidigungsanlagen gegen anfliegende Raketen.
Zur Luftverteidigung wurden auch Raketen des Typs RIM-8 Talos installiert. Diese für die US Navy entwickelten Luftabwehrraketen besaßen eine maximale Reichweite von 80 nautischen Meilen (nmi) oder 148 Kilometern. Außerdem wurden zur Luftabwehr auch Mittelstreckenraketen des Typs RIM-2 Terrier mit einer Reichweite von 30 nautischen Meilen (55 Kilometer) verwendet. Im Magazin lagerten 46 Raketen des Typs Talos und 120 Terrier.
Zur U-Boot-Abwehr wurde das ASROC-System gewählt. Diese Raketen beförderten einen U-Jagd-Torpedo oder eine nukleare Wasserbombe vom Typ Mk 17 über eine Entfernung von bis zu 10.000 Yards (9,1 Kilometer) ins Ziel, wo sie beim Aufschlagen freigegeben wurden. Der Torpedo steuerte selbstständig sein Ziel an. Insgesamt befanden sich 24 Raketen für den ASROC an Bord. Weiterhin gab es zwei Dreifachtorpedowerfer, die Mark-46-Torpedos verschossen.
Etwa 1979 wurden die Talos-Langstreckenraketen entfernt und stattdessen zwei Mk 141 Abschussrampen für AGM-84-Harpoon-Antischiffslenkwaffen nachgerüstet. Für diese gab es keine Reserve zum Nachladen, es wurden lediglich acht Flugkörper in den Rohren des Systems mitgeführt. Der nach Entfernung des Talos-Systems freigewordene Raum, das ehemalige Magazin, wurde in Fitnessräume und Räume für einen Verbandsstab umgewandelt.

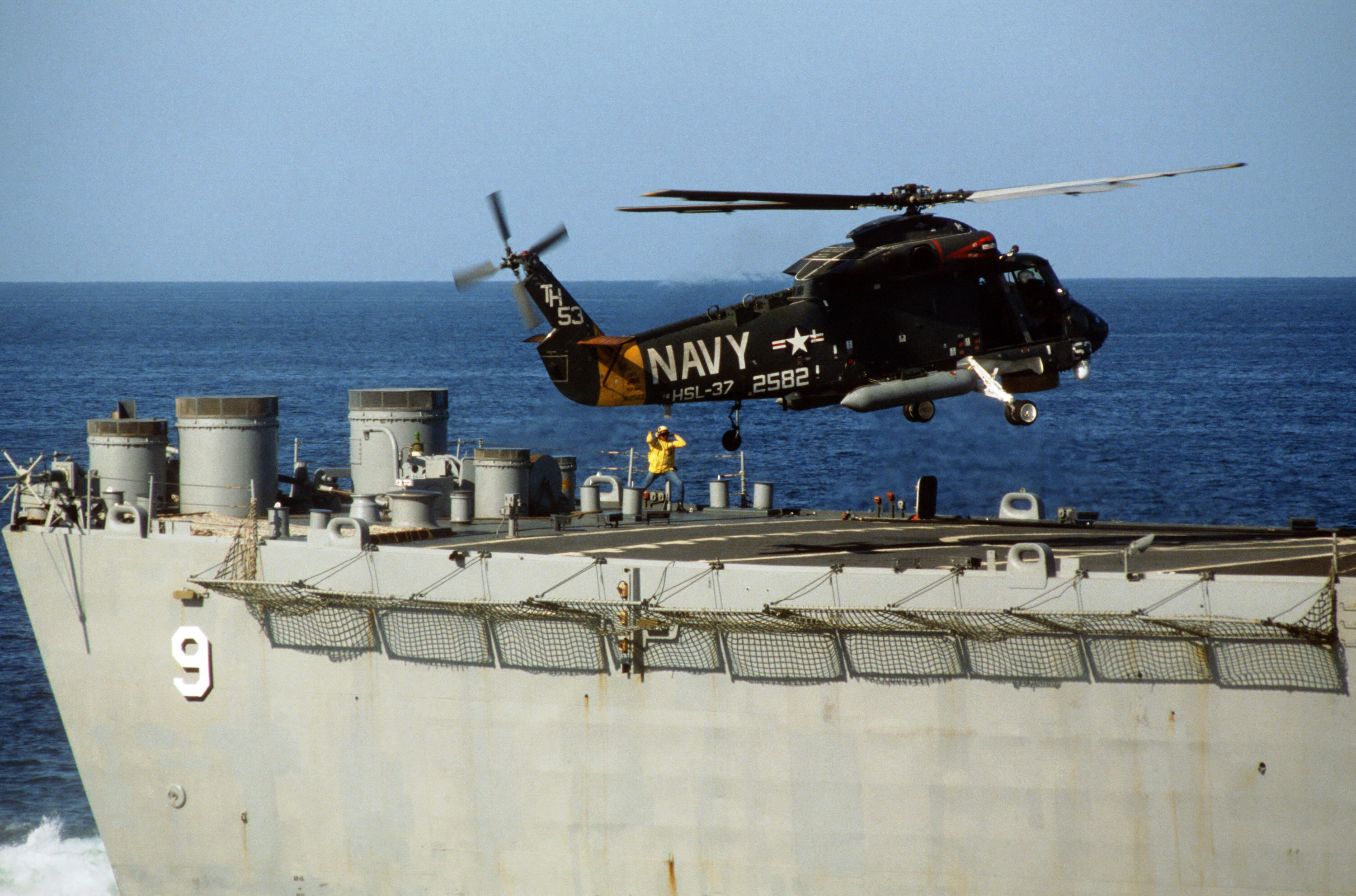
Ein SH-2 Sea Sprite landet auf der Long Beach

Seit 1985 war die Long Beach außerdem mit zwei Armored Box Launchern à vier BGM-109-Tomahawk-Marschflugkörpern bestückt. Der erste Abschuss einer Tomahawk erfolgte am 30. Juni 1986. Bei einer Übung im nördlichen Pazifik feuerte die Long Beach einen Flugkörper auf ein Ziel auf den fast 1000 km entfernten Aleuten und zerstörte es.
Statt der Geschütze und des U-Boot-Abwehrsystems ASROC sollte die Long Beach ursprünglich Marschflugkörper des Typs SSM-N-8A Regulus und Abschussvorrichtungen für Mittelstreckenraketen des Typs UGM-27 Polaris tragen.
Auf dem Achterschiff gab es ein Hubschrauberlandedeck. Es gab aber keinen Hangar, um permanent einen Helikopter mitzuführen.

### Antrieb
Die Long Beach hatte zwei Kernreaktoren vom Typ Westinghouse C1W, die Dampf für zwei Turbinen mit einer Wellenleistung von zusammen 80.000 hp (etwa 60 MW) erzeugten. Jede Turbine trieb eine Welle an. Sie ermöglichten dem Schiff eine Höchstgeschwindigkeit von mehr als 30 Knoten und eine große Reichweite, ohne dass unterwegs Treibstoff hätte gebunkert werden müssen. Die Kernreaktoren wurden 1966 bei Newport News Shipbuilding, 1972 in der Mare Island Naval Shipyard sowie zwischen 1980 und 1983 bei der Puget Sound Naval Shipyard mit neuem Brennstoff befüllt.
Außerdem besaß die Long Beach als Notantrieb eine Dieselmaschine, mit der sie bei einem Ausfall der Reaktoren kleine Fahrt machen konnte.

### Rumpf

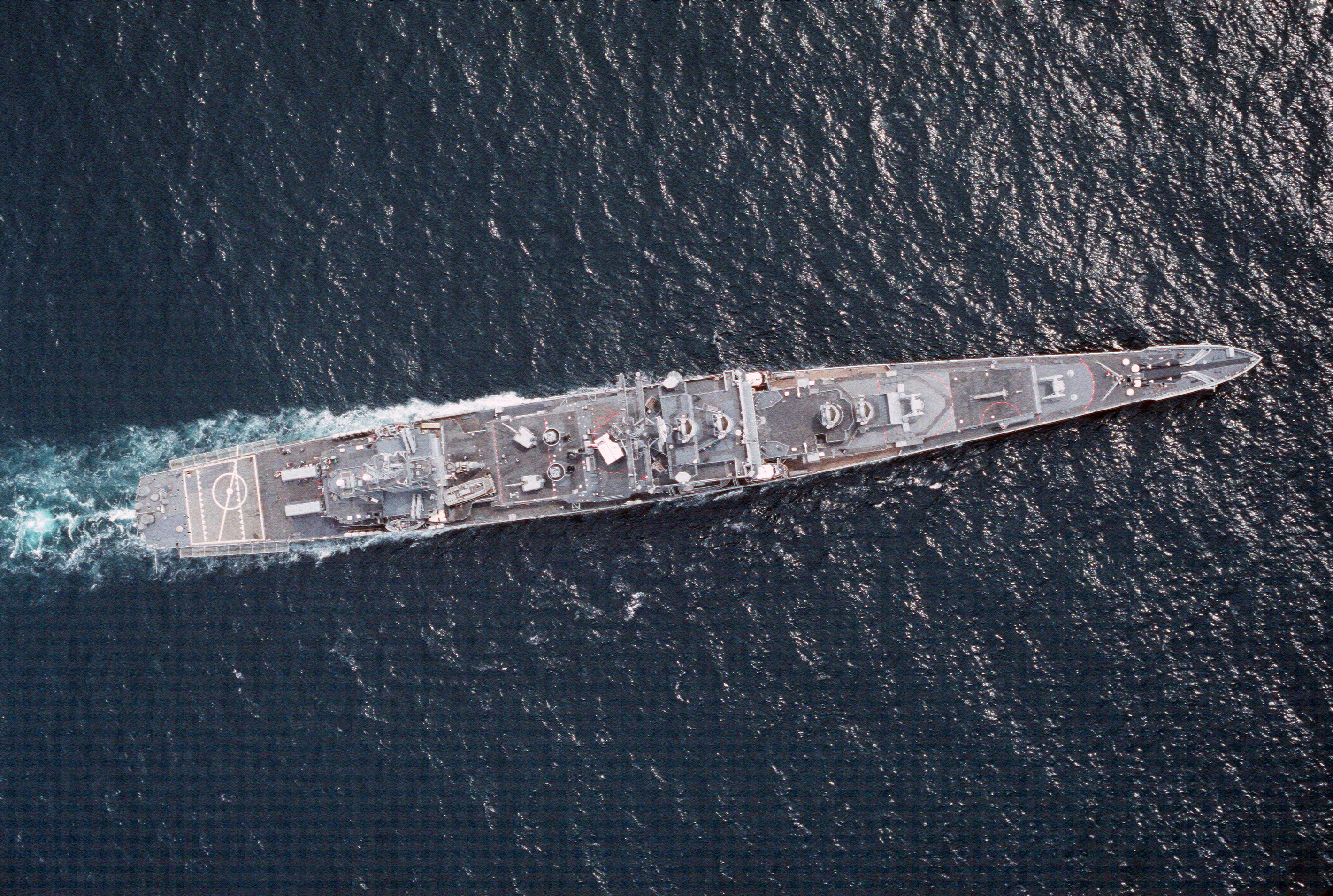
Long Beach direkt von oben – gut zu erkennen der lange, schlanke Rumpf

Der Rumpf war mit 220 Metern relativ lang und die Breite mit 22 Metern gering. Daraus ergibt sich der traditionelle Kreuzer-Rumpf (Verhältnis Länge:Breite 10:1). Die Long Beach war das letzte Schiff, das als Kreuzer geplant wurde. Die später gebauten und Kreuzer genannten Einheiten waren umklassifizierte Zerstörerführer (Destroyer Leader Guided Missile, DLG) oder umklassifizierte Lenkwaffenzerstörer (Destroyer Guided Missile, DDG): Leahy-Klasse, Bainbridge-Klasse, Belknap-Klasse, Truxtun-Klasse, California-Klasse, Virginia-Klasse, Ticonderoga-Klasse. Die große Länge ergab sich aus dem ursprünglichen Plan, mittschiffs Interkontinentalraketen zu lagern.
Ebenfalls auffällig waren die Aufbauten, die sich über fast die gesamte Schiffslänge bis zum Heck zogen, wo sich nur noch ein Helikopterlandeplatz befand. Diese Länge begründet sich in der großen Zahl von Boden-Luft-Raketen, die in den Magazinen der Long Beach Platz finden sollten (vorn befanden sich die 120 Terrier-SAM, während achtern die 46 Talos-SAM lagerten). Das auffällige Design der Aufbauten ergab sich aus den Flächenantennen des Radarsystems SPS-32/33, das sonst nur bei der Enterprise verwendet wurde. Es führte dazu, dass die Long Beach, abgesehen von den Flugzeugträgern, bei ihrer Indienststellung die am höchsten gelegene Kommandobrücke aller Schiffe der US Navy hatte. Diese Bauweise war nur möglich, da große Mengen von Aluminiumlegierungen verwendet wurden, die ein geringeres spezifisches Gewicht als Stahl haben. Insgesamt enthielt die Long Beach rund 450 Tonnen Aluminium, weshalb sie das Rufsignal Alcoa (Abkürzung der Aluminum Company of America) bekam.

### Sensoren
Die Long Beach wurde mit dem SCANFAR Radarsystem von Hughes in Dienst gestellt, einem Vorläufer des heutigen Aegis-Kampfsystems. Dieses System bestand aus den Subsystemen AN/SPS-32 und AN/SPS-33, wobei das AN/SPS-33 aufgrund von Entwicklungsverzögerungen erst während einer Werftliegezeit 1963/3 installiert wurde. Das neue System besaß eine Reichweite von knapp 400 nautischen Meilen und konnte nicht nur Entfernung und Richtung eines Ziels feststellen, sondern auch seine Höhe. Es prägte auch das Aussehen des Schiffes, erforderte das Radarsystem doch keine der sich drehenden, konventionellen Antennen, sondern große, blanke Flächenantennen an den Aufbauten.
Die US Navy setzte das SPS-33 nur auf der Long Beach und auf dem Flugzeugträger Enterprise ein. Dementsprechend wenig Personal wurde dafür ausgebildet, was zu dem Problem führte, genug Bedienungspersonal zu finden. 1968 wurde zusätzlich das Luftüberwachungsradar SPS-12 von RCA installiert, welches jedoch zu Interferenzen beim SPS-33 führte. Ende 1980 wurde das SPS-12 wieder abgebaut. Während der langen Werftliegezeit von 1981 bis 1983 wurde das Schiff schließlich mit dem SPS-48 von ITT-Gilfillan ausgerüstet, einem 3D-Radar für Höhenangaben. Außerdem erhielt es das SPS-49 von Raytheon, ein Radar zur Entfernungs- und Azimutbestimmung (2D). Dieses besaß konventionelle, sich drehenden Antennen, die leichter zu warten waren als die Festspiegel des SPS-32/33. Personalprobleme gab es mit diesem System nicht. Gegenüber dem SPS-32/33 besaß es auch eine höhere Auflösung und damit Genauigkeit, allerdings nur über die sehr viel kleinere Reichweite von 240 nautischen Meilen.
Als Navigationsradar war von Beginn an das SPS-10 an Bord.
Als Sonargerät für die U-Bootabwehr war bei Indienststellung das SQS-23 installiert, ein aktives Such- und Angriffssonar mit Reichweiten von über 10.000 Yards (circa 5 nautischen Meilen). Anfang der 1980er Jahre wurde es durch ein SQQ-23 ersetzt, prinzipiell ein verbessertes SQS-23, wobei aber die Koordination mit den Sonarcomputern verbessert wurde. Das SQQ-23 der Long Beach besaß im Gegensatz zu anderen mit SQQ-23 ausgerüsteten Schiffen der Navy nur einen Sonodom. Dadurch blieb ein ungefähr 60° breiter Bereich hinter dem Schiff quasi blind.

## Geschichte

### Konstruktion und Bau

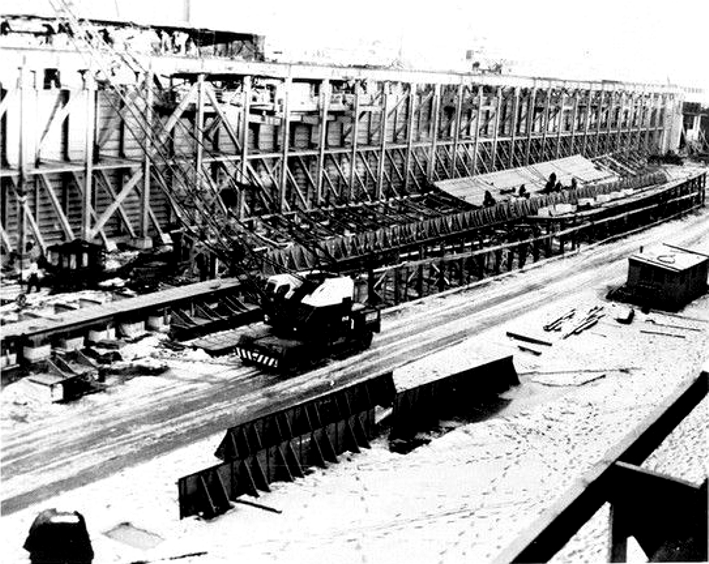
Der Kiel der Long Beach im Fore River Shipyard, Quincy, Massachusetts, 1957

Da die Long Beach der erste neu entwickelte Kreuzer nach dem Zweiten Weltkrieg war, tat sich die US Navy nach der Bestellung des Schiffes am 15. Oktober 1956 schwer mit der Kennzeichnung. Zuerst wurde die Kennung CLGN-160 gewählt (Cruiser/Light/Guided-Missile/Nuclear Powered; dt.: Leichter Lenkwaffenkreuzer, nuklear betrieben). Am 6. Dezember fiel das für Light / leicht stehende L weg, die Nummer 160 wurde vorerst beibehalten. Am 1. Juli 1957 jedoch wurde das Schiff in die neue Klassifizierung der Lenkwaffen-Kreuzer (CG = Cruiser, Guided-Missile) als Nummer 9 aufgenommen und erhielt die Klassifizierung CGN-9. Als Name des Schiffes wurde zuerst USS Brooklyn gewählt, jedoch bald wieder geändert.
Die Kiellegung am 2. Dezember 1957 fand statt bei Bethlehem Steel auf der Werft Fore River Shipyard in Quincy, Massachusetts. Der Stapellauf erfolgte am 14. Juli 1959. Getauft wurde die Long Beach von der Frau des kalifornischen Kongressabgeordneten Craig Hosmer. Die Indienststellung erfolgte am 9. September 1961.

### Erprobung
Die USS Long Beach, das erste nuklear getriebene Überwasserkriegsschiff der Welt, wurde der Atlantikflotte zugeteilt. Ihr erster Heimathafen war Norfolk, Virginia. Zwischen dem 2. Oktober und dem 16. Dezember 1961 absolvierte sie intensive Tests ihres Waffen- und Antriebssystems. Schon dabei erwies sich die Effektivität des Nuklearantriebs.
Zwischen dem 28. Dezember 1961 und dem 6. Januar 1962 führte sie Raketen-Funktionstests vor Puerto Rico durch, danach überquerte sie den Atlantik Richtung Bremerhaven und absolvierte Flottenbesuche in europäischen Häfen.
Zurück in Norfolk fuhr das Schiff ab dem 7. Februar weitere Übungen vor der Ostküste der USA und in der Karibik. Ab dem 10. April 1962 übte die Long Beach mit der Atlantikflotte vor North Carolina und Virginia, wobei sie Flaggschiff des Admirals Robert Dennison war, dem damaligen Befehlshaber der Atlantikflotte. Unter anderem waren bei diesen Manövern auch John F. Kennedy und Vizepräsident Lyndon B. Johnson an Bord.

### Einsatz in Europa

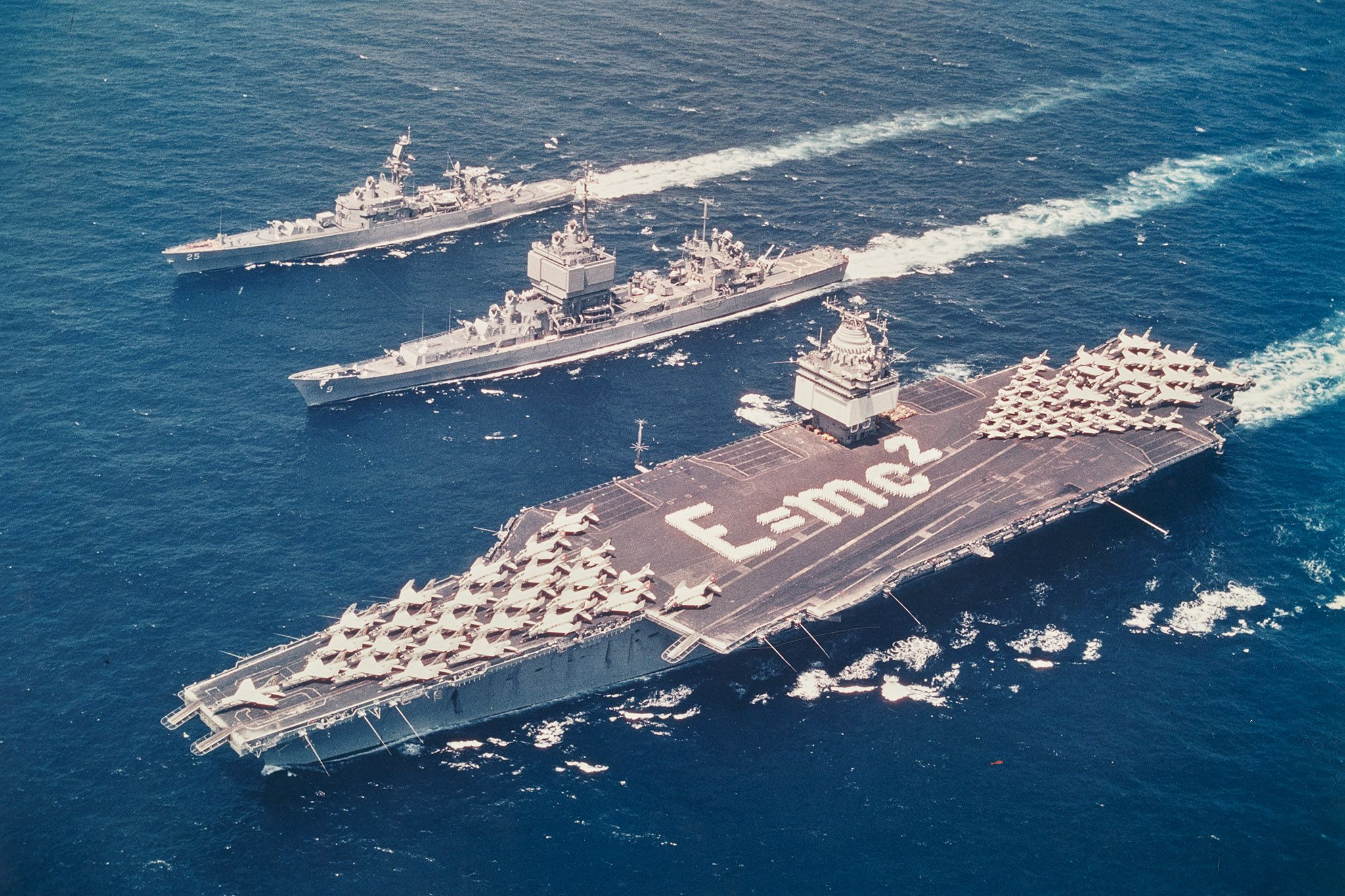
Nuclear Task Force One (Bainbridge, Long Beach, Enterprise)

Während einer Werftliegezeit, die bis ins Jahr 1963 dauerte, wurden unter anderem das SPS-33-Radar und die 12,7 cm-Geschütze angebracht. Anschließend fand die erste Einsatzfahrt des Kreuzers statt, die die Long Beach vom 6. August bis zum 20. September 1963 ins Mittelmeer führte, wo sie Häfen in Spanien, Frankreich, Italien und der Türkei besuchte. Nach weiteren Übungen an der Ostküste lief die Long Beach am 28. April 1964 zu ihrer zweiten Fahrt ins Mittelmeer aus, wo sie mit der Enterprise, der Bainbridge und der Seawolf die erste nuklear getriebene Task Force der Welt bildete. Ab dem 31. Juli 1964 trat der Verband, jetzt ohne das U-Boot, als Nuclear Task Force One die Operation Sea Orbit an, in der die Schiffe ohne Zwischenversorgung die Erdkugel in 58 Tagen umrundeten. Der Verband fuhr in dieser Zeit von Gibraltar aus 30.000 nautische Meilen mit einer Durchschnittsgeschwindigkeit von 26 Knoten. Zielpunkt war die Ostküste der USA.
Nach der ersten Überholung in den Newport News Shipbuildings erhielt das Schiff nach über 160.000 gefahrenen Seemeilen erstmals neue Brennstäbe (Februar 1966). Nach der Werftliegezeit wurde das Schiff der Pazifikflotte zugewiesen, ihr neuer Heimathafen war Long Beach in Kalifornien, nach welchem sie benannt ist.

### Einsatz im Vietnamkrieg
Von dort lief sie am 7. November 1966 Richtung Vietnam aus, wo sie am Vietnam-Krieg teilnahm. Bis ins Jahr 1975 folgten sechs Einsätze in Vietnam, wo die Long Beach größtenteils im Golf von Tonkin zur Radar-Überwachung sowie zur Leitung von Flugzeugen und zur Rettung abgeschossener Piloten eingesetzt wurde (PIRAZ = positive identification and radar advisory zone). Teil jeder dieser Fahrten war auch ein Besuch des US-Marinestützpunktes Subic Bay auf den Philippinen. Zwischen Einsatz drei und vier fand in den Jahren 1970 und 1971 außerdem die zweite Überholung statt.
Während der zweiten Fahrt kam es zu einem Ereignis, das in die Annalen der US-Marine eingehen sollte: 1968 schoss die Long Beach mit ihren Talos-SAM zwei nordvietnamesische MiG ab, ohne dass diese Ortung und Beschuss überhaupt bemerkten. Es war der erste Abschuss feindlicher Flugzeuge von einem Schiff der US-Marine durch Raketen.

### Spätere Einsätze

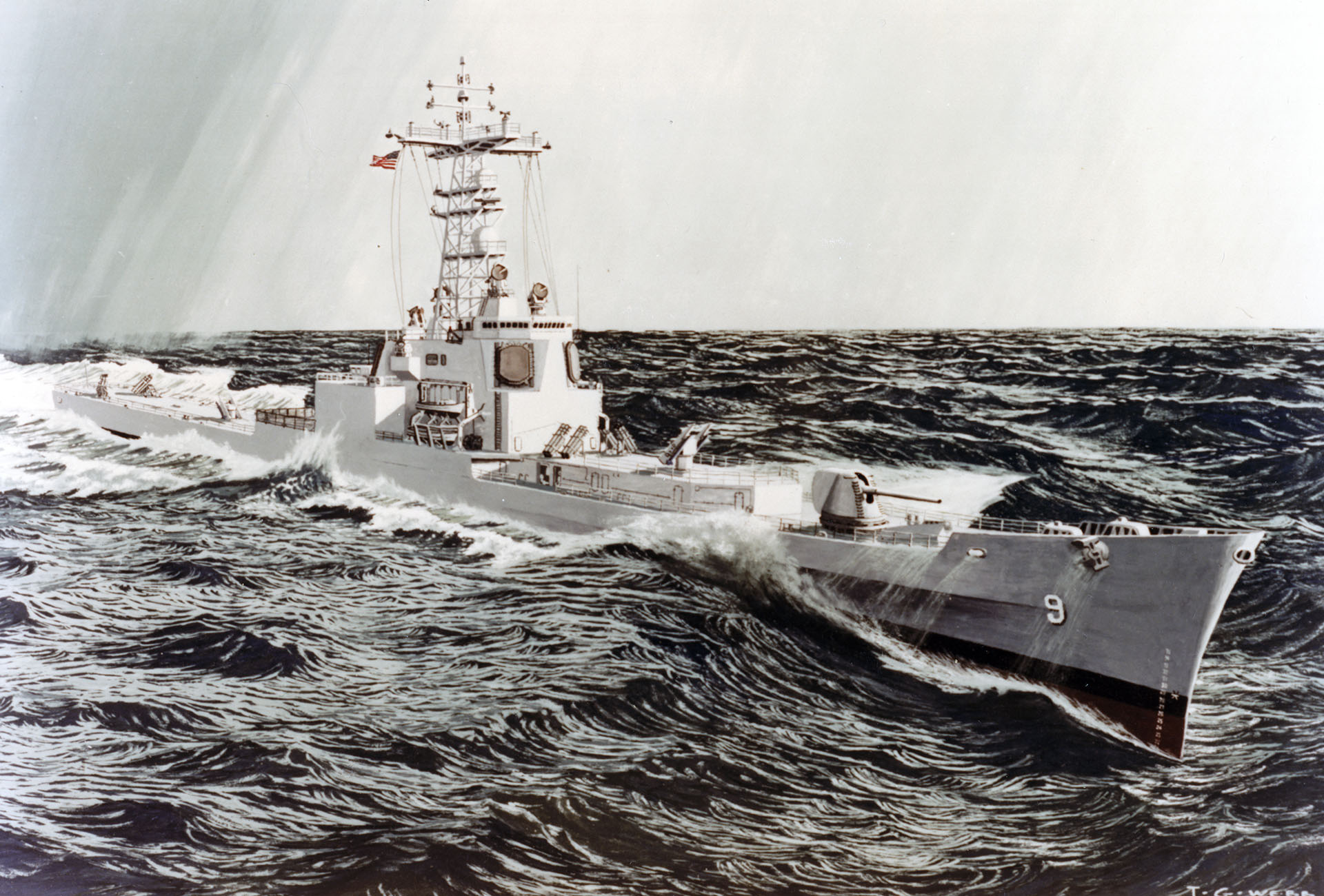
Konzeptstudie für einen Umbau der Long Beach zu einem Strike Cruiser (CSGN)

Nach der sechsten Fahrt wurde die Long Beach in San Diego beheimatet und fuhr von dort bis 1978 noch dreimal in den Westpazifik und in den Indischen Ozean, wo sie 1977 groß angelegte Manöver mit der australischen und der neuseeländischen Marine durchführte. Während dieser lief sie an der Seite der Enterprise und der Truxtun zahlreiche Häfen an.
Von Januar bis April 1979 folgte, nachdem Pläne für einen großangelegten Umbau zu einem Strike Cruiser (CSGN) an Sparmaßnahmen gescheitert waren, eine Mid-Life-Conversion, also ein Werterhaltungsprogramm nach rund 20 Dienstjahren, bei dem Waffen- und Ortungssysteme ausgetauscht wurden. Nach dieser ersten Phase des Umbaus nahm das Schiff an zwei Manövern der kanadischen Marine im Pazifik teil und lief 1980 wieder Richtung Vietnam, wo es unter anderem 118 Bootsflüchtlinge (Boat People) übernahm. Direkt im Anschluss folgte die zweite Phase des Umbaus, die bis zum 13. März 1983 dauerte und dem Schiff weitere Veränderungen an Radar- und Waffensystemen einbrachte.

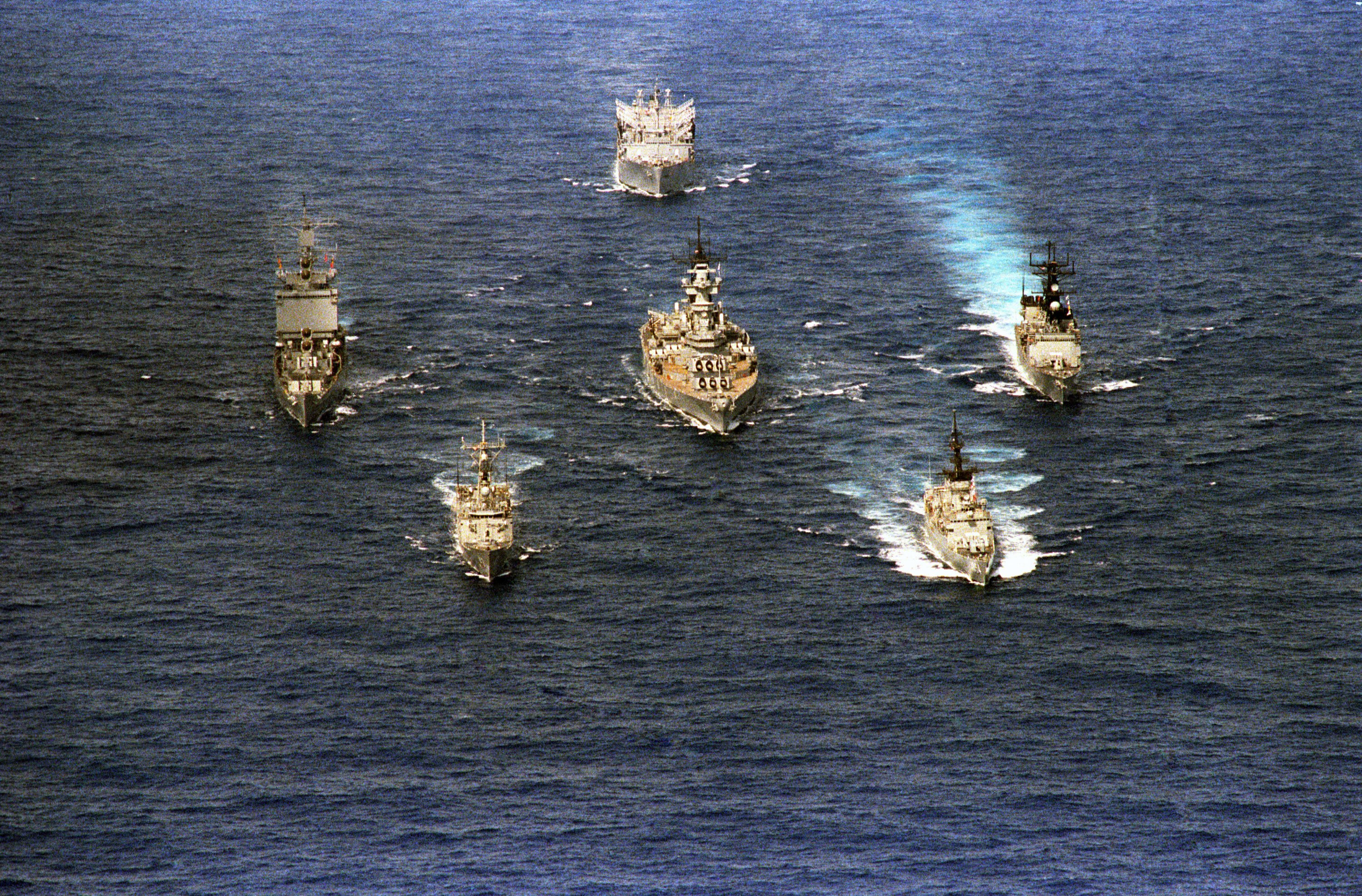
Die Long Beach bildet zusammen mit dem Schlachtschiff New Jersey den Kern der Battleship Group Romeo, 1986

Bei weiteren Einsätzen im Westpazifik sowie im Indischen Ozean wurde die Long Beach 1986 nicht nur als Teil einer Trägerkampfgruppe eingesetzt, sondern operierte im Rahmen einer Surface Action Group (etwa: Überwasser-Kampfgruppe) auch mit der New Jersey in der so genannten Battleship Group Romeo.
Ab dem 28. Mai 1991 wurde die Long Beach zur Unterstützung der Operation Desert Storm eingesetzt. Nach einer weiteren Überholung 1992 wurde das Schiff bis zu seiner Außerdienststellung zu so genannten Underway Counter Narcotic Patrols in der Karibik eingesetzt, also zur Bekämpfung des Drogen-Schmuggels.

## Verbleib
Die USS Long Beach wurde am 1. Mai 1995 außer Dienst gestellt. Die radioaktiven Teile wurden in der Puget Sound Naval Shipyard im Rahmen des Ship-Submarine Recycling Program entfernt. Am 13. Juli 2012 wurde der Rumpf in einer Auktion verkauft; der Käufer gewann bei Zerlegung des Schiffes so sieben Millionen Pfund Stahl, Aluminium und Kupfer.

## Heimathäfen
- 1961–1966: Norfolk, Virginia
- 1966–1975: Long Beach, Kalifornien
- 1975–1995: San Diego, Kalifornien
- Standort seitdem: Bremerton, Washington

## Kommandanten

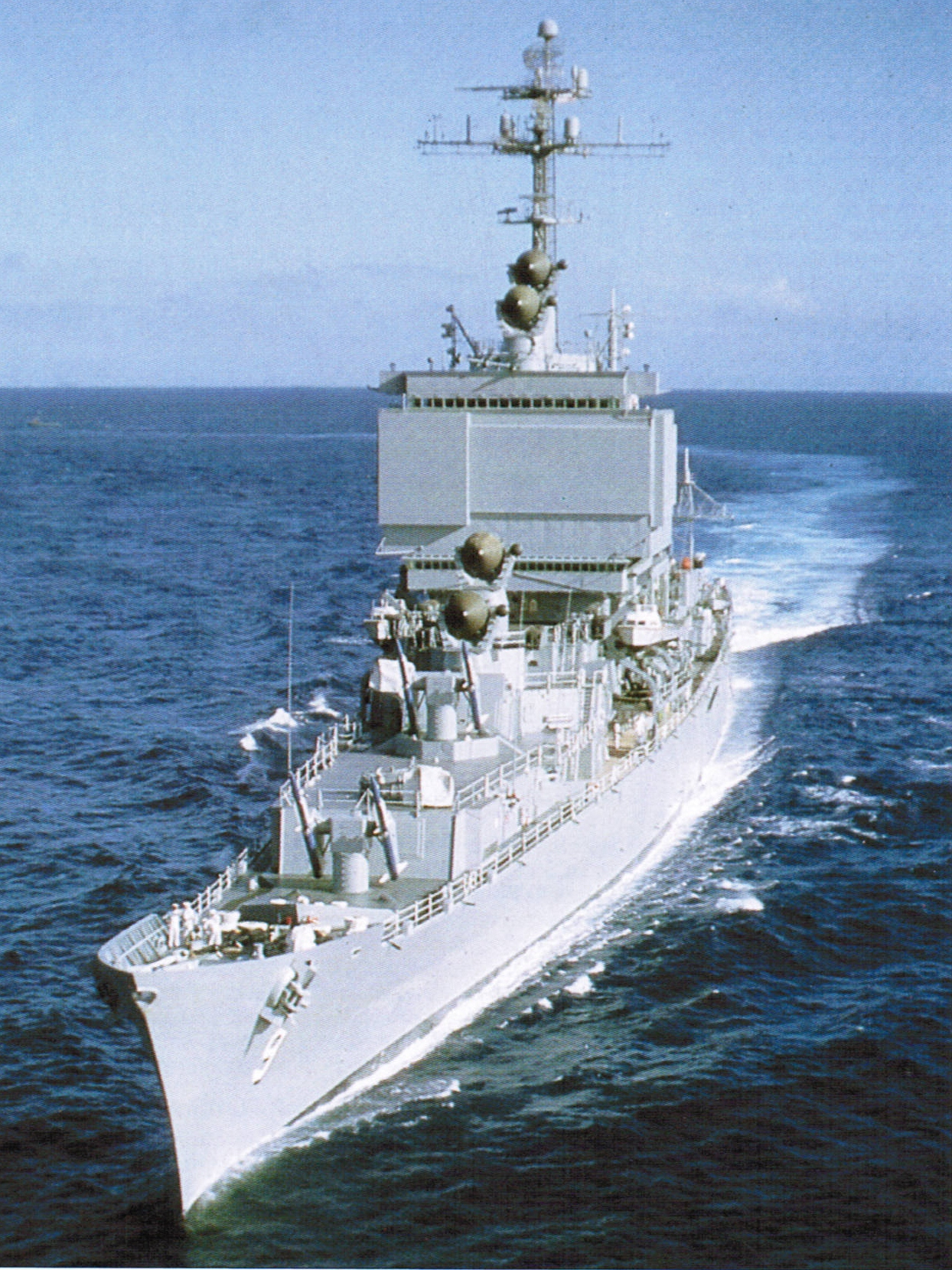
Long Beach hatte bei ihrer Indienststellung die höchstgelegene Brücke der US Navy – abgesehen von Flugzeugträgern

- 9. September 1961 – 11. September 1962: Captain E. P. Wilkinson
- 11. September 1962 – 23. August 1966: Captain F. H. Price
- 23. August 1966 – 15. Juni 1968: Captain K. C. Wallace
- 15. Juni 1968 – 25. September 1972: Captain William A. Spencer
- 25. September 1972 – 24. Oktober 1975: Captain F. R. Fahland
- 24. Oktober 1975 – 18. Juli 1978: Captain Harry C. Schrader
- 18. Juli 1978 – Februar 1982: Captain E. B. Bossard
- Februar 1982–1985: Captain F. Triggs
- Februar 1985 – September 1987: Captain M. J. Weniger
- September 1987 – November 1990: Captain J. C. Pollock III
- November 1990 – April 1993: Captain W. R. Burns, Jr.
- April 1993 – Juli 1994: Captain K. P. Bersticker